# Royal Son of Ethiopia
Royal Son of Ethiopia – siódmy album studyjny Sizzli, jamajskiego wykonawcy muzyki reggae i dancehall.
Płyta została wydana 22 czerwca 1999 roku przez londyńską wytwórnię Greensleeves Records. Produkcją nagrań zajął się Phillip "Fatis" Burrell.

## Lista utworów
1. "As in the Beginning"
2. "Eastern Mountain"
3. "In This Time" feat. Luciano
4. "Ripe Leaf"
5. "Burn Dem Turf"
6. "What Does It Worth?"
7. "A Wah Dat?"
8. "Babylon Homework"
9. "Oh Children"
10. "Break Free"
11. "Mental Chains"
12. "True Hearts"
13. "A Wah Dat?" (remix)

## Twórcy

### Muzycy
- Sizzla – wokal
- Luciano – wokal (gościnnie)
- Winston "Bo-Peep" Bowen – gitara
- Donald "Bassie" Dennis – gitara basowa
- Michael Fletcher – gitara basowa
- Paul Kastick – perkusja
- Sly Dunbar – perkusja
- Dean Fraser – saksofon
- Ronald "Nambo" Robinson – puzon
- Steven Stanley – instrumenty klawiszowe
- Robert Lyn – instrumenty klawiszowe
- Sherida Carol – chórki
- Connie Limey – chórki

### Personel
- Paul Daley – inżynier dźwięku
- Robert Murphy – inżynier dźwięku
- Garfield McDonald – inżynier dźwięku
- Steven Stanley – miks
- Kevin Metcalfe – mastering
- Tony McDermott – projekt okładki
- Peter Williams – zdjęcia